# Lina Maly

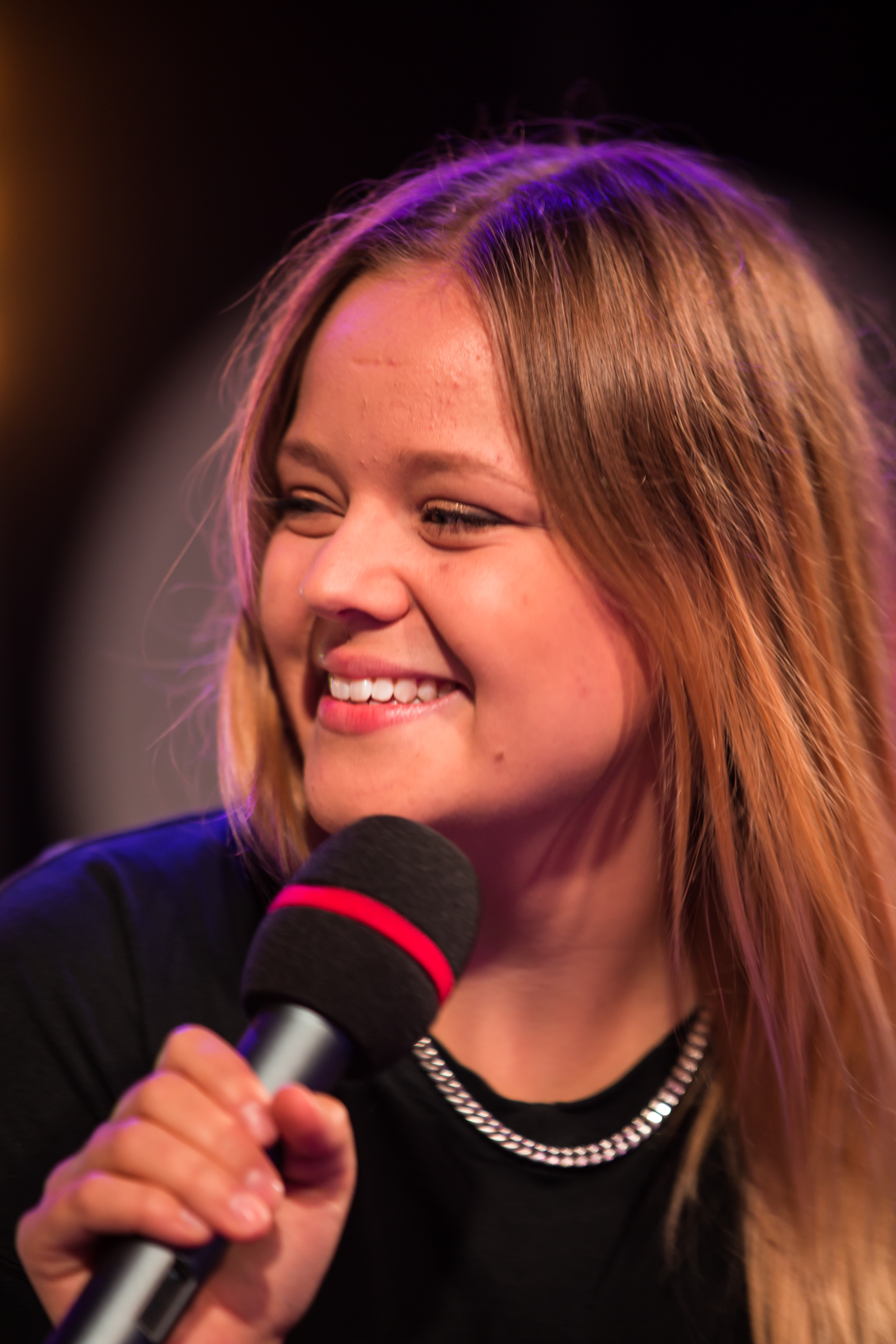
Lina Maly beim SWR3 New Pop Festival 2017

Lina Maly (* 1. Mai 1997 als Lina Maly Burchert) ist eine deutsche Musikerin und Liedermacherin aus Elmshorn.

## Leben und Werk
Lina Maly Burchert wuchs in einem Dorf nördlich von Hamburg auf. Im Alter von sechs Jahren erhielt sie Klavierunterricht. Ab dem 14. Lebensjahr spielte sie Gitarre und nahm Gesangsunterricht. Von ihrer Gesangslehrerin wurde sie schließlich weiterempfohlen und erhielt 2014 einen Plattenvertrag bei Warner Music.
Im Juli 2016 trat Maly in der Late-Night-Show Inas Nacht mit ihrer ersten Single Schön genug auf. Im August 2016 war sie in Dresden Support für die französische Chanson-Sängerin Zaz. Ebenfalls im August 2016 trat sie im ARD-Morgenmagazin auf.
Am 26. August 2016 wurde ihr Debütalbum Nur zu Besuch bei Warner veröffentlicht. Für das Album arbeitete sie mit den Produzenten und Songschreibern Jochen Naaf, Frank Pilsl und Michael Vajna zusammen. Das Album erreichte Platz 34 der deutschen Charts und Platz fünf der iTunes-Charts. Im Herbst 2016 folgte die Nominierung für den Hamburger Musikpreis HANS in der Kategorie Nachwuchs des Jahres und vom 28. November bis 6. Dezember 2016 ging sie mit ihrer Band auf Nur-zu-Besuch-Tour durch ganz Deutschland. Im gleichen Jahr zog Maly nach Berlin und begann die Arbeit an ihrem neuen Album.
2018 erhielt Maly gemeinsam mit Anna-Marlene Bicking und Kathrin A. Denner den deutschen Musikautorenpreis der GEMA in der Kategorie „Nachwuchs“.
Im August 2019 erschien ihr zweites Album Könnten Augen alles sehen erneut bei Warner Music und sie erreichte damit Platz 66 der deutschen Albumcharts. Produziert wurde es von Jochen Naaf und Sven Ludwig, die visuelle Gestaltung übernahm das Produktionsteam „Mightkillya“ aus Bochum. Im Winter 2019 nahm Maly für den sechsten „Giraffenaffen-Sampler“ das Kinderlied Mio, mein Mio auf, das einst von Benny Andersson und Björn Ulvaeus (ABBA) im schwedischen Original für den gleichnamigen Astrid-Lindgren-Film als Titelsong geschrieben wurde.
Im September 2020 veröffentlicht Maly die EP Hush Hush / Hamburg, die sie mit Teilen ihrer Band eingespielt hat. Neben drei Neukompositionen, u. a. Fühl mit Antje Schomaker, sind darauf auch drei Coverversionen enthalten (Dein ist mein ganzes Herz von Heinz Rudolf Kunze, Darf ich das behalten der Gruppe Wir sind Helden und Zauberland von Rio Reiser). Sie veröffentlichte ihre Musik nun erstmals eigenverantwortlich über ihr Label Drei Tulpen Records.
Am 22. Januar 2021 veröffentlichte Maly in Kooperation mit dem Hip-Hop-Produzenten Dead Rabbit die Winter EP mit vier Liedern, die erneut auf dem eigenen Label erschien. Im Februar 2021 veröffentlicht sie ein Duett mit Moritz Krämer, eine Coverversion des Liedes Ade von Manfred Krug und Caterina Valente.
Am 29. Oktober 2021 erschien das dritte Album Nie zur selben Zeit. Am Tag zuvor war die Sängerin erneut zu Gast im ARD-Morgenmagazin.

## Auszeichnungen
- 2018: Deutscher Musikautorenpreis der GEMA in der Kategorie „Nachwuchs“[9]

## Diskografie

### Studioalben
| Jahr | Titel Musiklabel                        | Höchstplatzierung, Gesamtwochen, AuszeichnungChartsChartplatzierungen (Jahr, Titel, Musiklabel, Platzierungen, Wochen, Auszeichnungen, Anmerkungen) | Anmerkungen                            |
| Jahr | Titel Musiklabel                        | DE | Anmerkungen                            |
| ---- | --------------------------------------- | --- | -------------------------------------- |
| 2016 | Nur zu Besuch Warner Music              | DE34 (2 Wo.)DE | Erstveröffentlichung: 26. August 2016  |
| 2019 | Könnten Augen alles sehen Warner Music  | DE66 (1 Wo.)DE | Erstveröffentlichung: 2. August 2019   |
| 2021 | Nie zur selben Zeit Drei Tulpen Records | — | Erstveröffentlichung: 29. Oktober 2021 |

### EPs
| Jahr | Titel Musiklabel                               | Anmerkungen                                           |
| ---- | ---------------------------------------------- | ----------------------------------------------------- |
| 2020 | Hush Hush / Hamburg Drei Tulpen Records        | Erstveröffentlichung: 11. September 2020              |
| 2021 | Winter Drei Tulpen Records                     | Erstveröffentlichung: 22. Januar 2021 mit Dead Rabbit |
| 2022 | Quartett EP (by Loft Arts) Drei Tulpen Records | Erstveröffentlichung: 24. Juni 2022 mit Loft Arts     |
| 2022 | Live bei TV Noir Drei Tulpen Records           | Erstveröffentlichung: 16. Dezember 2022               |
| 2023 | Hush Hush / Hamburg II Drei Tulpen Records     | Erstveröffentlichung: 6. Oktober 2023                 |

### Singles

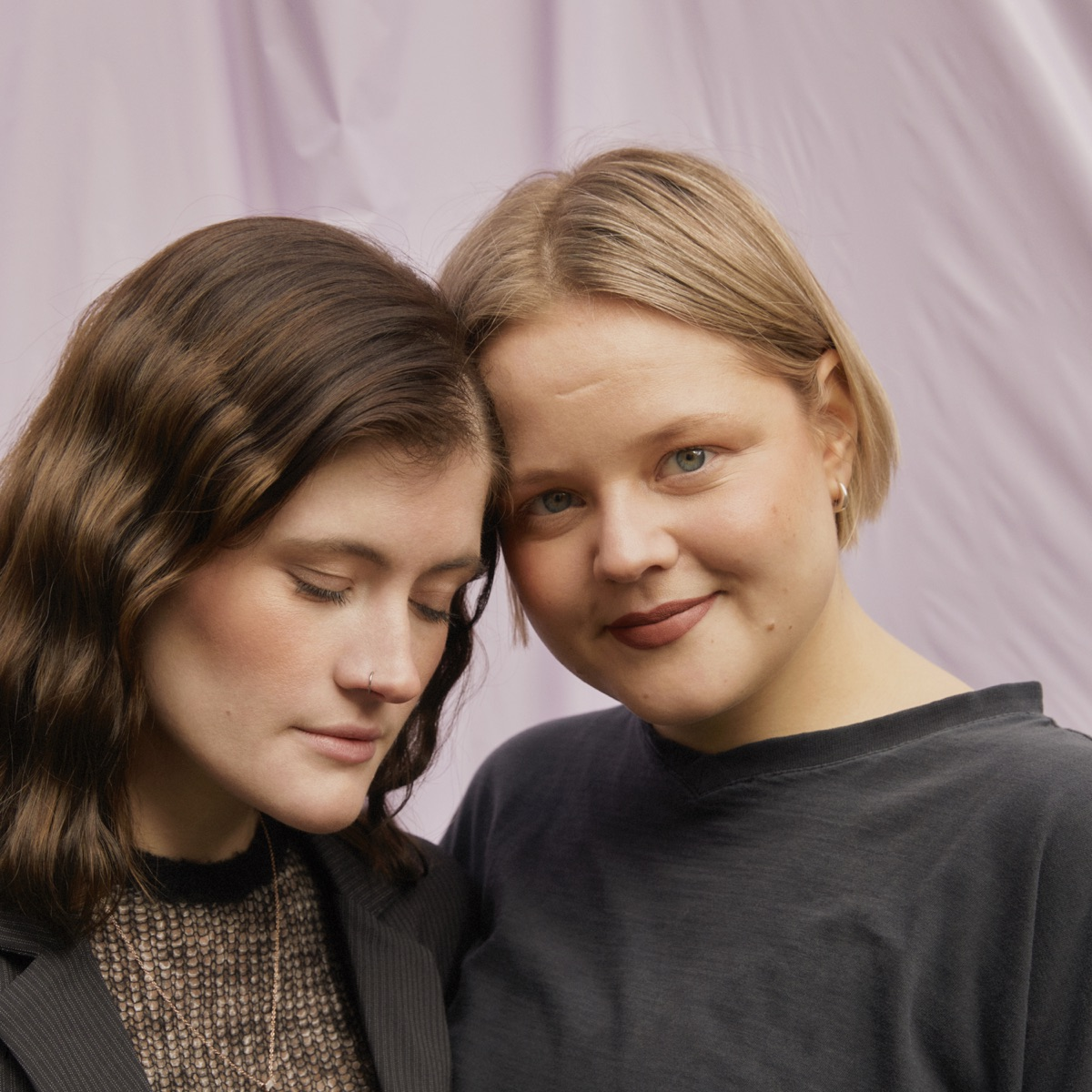
Frontcover zu Immer an dich geglaubt.

| Jahr | Titel Album     | Höchstplatzierung, Gesamtwochen, AuszeichnungChartsChartplatzierungen (Jahr, Titel, Album, Platzierungen, Wochen, Auszeichnungen, Anmerkungen) | Anmerkungen                                  |
| Jahr | Titel Album     | DE | Anmerkungen                                  |
| ---- | --------------- | --- | -------------------------------------------- |
| 2025 | Als du gingst – | DE29 (… Wo.)DE | Erstveröffentlichung: 9. Mai 2025 mit Contec |

Weitere Singles
| Jahr | Titel Album                                    | Anmerkungen                                                   |
| ---- | ---------------------------------------------- | ------------------------------------------------------------- |
| 2016 | Schön genug Nur zu Besuch                      | Erstveröffentlichung: 3. Juni 2016                            |
| 2016 | Meine Leute Nur zu Besuch                      | Erstveröffentlichung: 28. Oktober 2016                        |
| 2017 | Wachsen Nur zu Besuch                          | Erstveröffentlichung: 5. Mai 2017                             |
| 2019 | Unterwegs Könnten Augen alles sehen            | Erstveröffentlichung: 15. März 2019                           |
| 2019 | Gesicht Könnten Augen alles sehen              | Erstveröffentlichung: 19. April 2019                          |
| 2019 | Warmes Schweigen Könnten Augen alles sehen     | Erstveröffentlichung: 24. Mai 2019                            |
| 2019 | Mond Könnten Augen alles sehen                 | Erstveröffentlichung: 21. Juni 2019                           |
| 2019 | Ich freue mich Könnten Augen alles sehen       | Erstveröffentlichung: 26. Juli 2019                           |
| 2020 | Immer immer wieder Hush Hush / Hamburg         | Erstveröffentlichung: 12. Juni 2020                           |
| 2020 | Darf ich das behalten Hush Hush / Hamburg      | Erstveröffentlichung: 17. Juli 2020 Original: Wir sind Helden |
| 2020 | Zauberland Hush Hush / Hamburg                 | Erstveröffentlichung: 21. August 2020 Original: Rio Reiser    |
| 2020 | Haut Im Stream der Zeit                        | Erstveröffentlichung: 2. Oktober 2020 mit Yukno               |
| 2020 | Alles schläft Winter                           | Erstveröffentlichung: 13. November 2020 mit Dead Rabbit       |
| 2020 | Nah sein Winter                                | Erstveröffentlichung: 18. Dezember 2020 mit Dead Rabbit       |
| 2021 | Ade –                                          | Erstveröffentlichung: 19. Februar 2021 mit Moritz Krämer      |
| 2021 | Die Liebe blüht Nie zur selben Zeit            | Erstveröffentlichung: 21. Mai 2021                            |
| 2021 | Wolken Nie zur selben Zeit                     | Erstveröffentlichung: 2. Juli 2021                            |
| 2021 | Wie weit Nie zur selben Zeit                   | Erstveröffentlichung: 13. August 2021                         |
| 2021 | Ich fall Nie zur selben Zeit                   | Erstveröffentlichung: 10. September 2021                      |
| 2021 | Schmerz vereint Nie zur selben Zeit            | Erstveröffentlichung: 8. Oktober 2021                         |
| 2023 | Immer an dich geglaubt Hush Hush / Hamburg II  | Erstveröffentlichung: 21. April 2023 mit Madeline Juno        |
| 2023 | Kinder haben Hush Hush / Hamburg II            | Erstveröffentlichung: 19. Mai 2023 mit Enno Bunger            |
| 2023 | Wir drehen uns im Kreis Hush Hush / Hamburg II | Erstveröffentlichung: 16. Juni 2023 mit Moritz Krämer         |
| 2023 | Früher war alles leicht Hush Hush / Hamburg II | Erstveröffentlichung: 11. August 2023 mit Antje Schomaker     |
| 2023 | Windmühlen Hush Hush / Hamburg II              | Erstveröffentlichung: 15. September 2023 mit WIM              |

### Promo-Singles
| Jahr | Titel Album                                      | Anmerkungen                                            |
| ---- | ------------------------------------------------ | ------------------------------------------------------ |
| 2016 | Nur zu Besuch                                    | Erstveröffentlichung: 4. März 2016 Akustik Version     |
| 2020 | Als du gingst Nur zu Besuch                      | Erstveröffentlichung: 21. Februar 2020 Akustik Version |
| 2022 | Wo sind die Jahre hin Quartett EP (by Loft Arts) | Erstveröffentlichung: 15. April 2022 Quartett Version  |
| 2022 | Wenn Du mich küsst Quartett EP (by Loft Arts)    | Erstveröffentlichung: 13. Mai 2022 Quartett Version    |

### Gastbeiträge
| Jahr | Titel Album               | Anmerkungen                                                 |
| ---- | ------------------------- | ----------------------------------------------------------- |
| 2018 | Glück Wunderschönes Chaos | Erstveröffentlichung: 1. Juni 2018 Bengio feat. Lina Maly   |
| 2019 | Kein Leben Was bleibt     | Erstveröffentlichung: 25. Oktober 2019 FINN feat. Lina Maly |
| 2020 | Haut Im Stream der Zeit   | Erstveröffentlichung: 2. Oktober 2020 Yukno feat. Lina Maly |